# 鸟 (剧本)
《鸟》，古希腊剧作家阿里斯托芬的喜剧。
这部喜剧是现存唯一以神话幻想当题材的喜剧。

## 内容
两个雅典人“珀斯”、“欧厄尔”因为雅典城里的诉讼而厌倦，他们俩决心找个逍遥自在的地方安身立业，和一群鸟（乌鸦和喜鹊）在天空和大地之间建起一个云中之国，鸟国国王“戴胜”原本是道利亚国王特柔斯，因为和妻子的妹妹通奸而被姊妹报复，三人都变成了鸟，这个云中之国“空中鹁鸪国”没有贫富差别，没有剥削，各尽所能各取所需，是一个“理想国”，鸟人的国师“珀斯”最后娶了代表宙斯王权的“巴西勒娅”当妻子。

## 主题和风格
阿里斯托芬这部喜剧刻画所谓的“乌托邦理想国”主要是讽刺雅典城里的那些寄生虫。

## 评价
恩格斯说他：“强烈倾向的诗人”。

## 译著
简体中文版本已经由杨宪益翻译出版。